# Mary Moser
Mary Moser (London, 27. listopada 1744. – London, 2. svibnja 1819.) bila je engleska slikarica.

## Životopis
Mary Moser je prvu medalju za svoj rad dobila s 14 godina čime je prepoznat njen umjetnički talent. Poučavao ju je njezin otac George Michael Moser (1706. – 1783.). Oboje su bili među 36 umjetnika koje je kralj Đuro III. predložio za izvorne članove kad je osnovana Royal Academy of Arts. Imajući samo 24 godine kada je postala članica, ona je najmlađa RA ikada.
Unatoč kratkovidnosti posebno je poznata po izradi vrhunskih slika cvijeća. Nekoliko slika cvijeća naslikala je za kraljicu Charlotte kako bi ukrasila jednu od soba u Frogmore Houseu. Soba je danas nazvana po Mary Moser.